# Southside (Festival)
Das Southside ist ein Musikfestival, das seit 2000 jährlich im Juni auf dem Gelände des take-off GewerbeParks bei Neuhausen ob Eck im südlichen Baden-Württemberg stattfindet. Es ist mit rund 60.000 Besuchern eines der größten Open-Air-Festivals in Deutschland. Schwerpunkt bilden die Musikrichtungen Rock, Alternative, Independent und Electro. Erstmals fand es 1999 einmalig in Neubiberg bei München statt.
Die Bezeichnung Southside leitet sich vom Englischen south side („südliche Gegend“) ab und weist auf den Süden Deutschlands hin. Veranstalter des Festivals sind die FKP Scorpio und KOKO & DTK Entertainment. Das Festivalgelände auf einem ehemaligen Militär- und Flugplatzgelände hat rund 800.000 Quadratmeter Fläche und vier Bühnen.
Das Festival startete 1999 im Landschaftspark Hachinger Tal auf dem ehemaligen Fliegerhorst Neubiberg mit etwa 15.000 Besuchern. Ab 2002 stieg die Besucherzahl auf über 30.000 und liegt heute bei 60.000. An einem Festivalwochenende werden nach Veranstalterangaben fünf bis zehn Millionen Euro umgesetzt.
Der Sanitätswachdienst wird vom Malteser Hilfsdienst und der Johanniter-Unfall-Hilfe (Regionalverband Bodensee-Oberschwaben) gewährleistet. Über das ganze Wochenende sind etwa 400 Helfer rund 12.000 Stunden im Einsatz.

## Geschichte
Das Southside Festival fand erstmals 1999 als Pendant zum Hurricane Festival statt. 2000 erfolgte der Umzug nach Neuhausen ob Eck. Häufig auftretende Acts waren seitdem:
- Queens of the Stone Age (1999, 2001, 2002, 2005, 2007, 2013, 2023)
- Flogging Molly (2005, 2008, 2011, 2014, 2016, 2017, 2019)
- The Sounds (2003, 2006, 2007, 2009, 2011, 2014)
- Billy Talent (2004, 2006, 2008, 2010, 2013, 2018, 2023)
- Beatsteaks (2002, 2004, 2005, 2008, 2010)
- Black Rebel Motorcycle Club (2002, 2004, 2008, 2015, 2018)
- NOFX (2003, 2008, 2013, 2015, 2018)
- Die Ärzte (2002, 2005, 2009, 2012, 2023)

### 1999
Das erste Southside Festival fand vom 26. bis 27. Juni 1999 mit rund 15.000 Besuchern auf dem ehemaligen Fliegerhorst Neubiberg bei München statt. Es spielten:
Bananafishbones, Blur, Bush, Calexico, Catatonia, Core, Die Fantastischen Vier, Eat No Fish, Everlast, Guano Apes, HIM, Hole, Liquido, Live, Massive Attack, Molotov, Muse, Mutabaruka, Oomph!, Pavement, Placebo, Queens of the Stone Age, Readymade, Sportfreunde Stiller, Stereolab, The Chemical Brothers, The Goo Goo Dolls, The Hellacopters, The Inchtabokatables, The King, Tin Star, VAST.
Am Ende des zweiten Tages sorgte Marilyn Manson für einen Eklat, als er betrunken die Bühne betrat, das Publikum zuerst mit obszönen Gesten bedachte, mit dem Sound unzufrieden war und die Bühne anschließend nach einem etwa zwanzigminütigen Auftritt endgültig verließ. Daraufhin begann ein Teil der Zuschauer mit einem wütenden Pfeifkonzert und mit dem Bewerfen der Bühne mit Schlamm und anderen Gegenständen, stürmte die Bühne und zerstörte das Equipment der Band. Aufgrund dieses Zwischenfalls wurde den Betreibern nicht gestattet, weitere Konzerte in München abzuhalten.

### 2000
Vom 23. bis 25. Juni 2000 fand das erste Southside-Festival am neuen Veranstaltungsort in Neuhausen ob Eck statt. An den zwei Konzerttagen traten auf:
Element of Crime, A Perfect Circle, Ash, Bush, Counting Crows, Emilíana Torrini, HIM, In Extremo, Live, Macy Gray, Moby, Nine Inch Nails, Reamonn, Rollins Band, Skunk Anansie, The Cranberries, Therapy?, The Tea Party.
Das Festival war aufgrund des schlechten Wetters und der kühlen Temperaturen kein Erfolg: Es kamen etwa 12.000 Besucher – weniger, als sich die Veranstalter versprochen hatten. Anders als erwartet kamen die Musikfans jedoch nicht nur aus der näheren Umgebung, sondern auch aus Bayern und Österreich.

### 2001
Am 23. und 24. Juni 2001 spielten vor mehr als 20.000 Festivalbesuchern:
Ash, Backyard Babies, Blackmail, Die Happy, Die Toten Hosen, Donots, Faithless, Fantômas, Fink, Fun Lovin’ Criminals, Fünf Sterne deluxe, Goldfinger, Iggy Pop, Incubus, JJ72, K’s Choice, Krezip, Last Days of April, Manu Chao, Nashville Pussy, OPM, Paradise Lost, Phoenix, Placebo, Queens of the Stone Age, Slut, Stereo MCs, Suit Yourself, The Hellacopters, The Hives, The Offspring, The Weakerthans, Thomas D, Tool, Weezer, Wheatus.

### 2002
Die Beliebtheit des Festivals nahm 2002 erneut zu: Am 22. und 23. Juni kamen knapp 30.000 Besucher. Das Line-up bestand aus:
… And You Will Know Us by the Trail of Dead, A, Beatsteaks, Black Rebel Motorcycle Club, Die Ärzte, Dover, Emil Bulls, Garbage, Gluecifer, Jasmin Tabatabai, Lambretta, Less Than Jake, Lostprophets, Madrugada, Mercury Rev, Nelly Furtado, New Order, No Doubt, Queens of the Stone Age, Readymade, Red Hot Chili Peppers, Rival Schools, Simian, Simple Plan, Soulfly, Sportfreunde Stiller, Such a Surge, Suit Yourself, Television, The (International) Noise Conspiracy, The Breeders, The Flaming Sideburns, The Notwist, The Promise Ring, Tocotronic, Union Youth, Zornik.

### 2003
Im Jahr 2003 ging das Southside Festival erstmals seit 2000 wieder über drei Tage, von Freitag, 20. bis Sonntag, 22. Juni. Es kamen rund 38.000 Festivalbesucher. Das Line-up war entsprechend umfangreicher; gespielt wurde auf zwei Bühnen, wobei die kleinere Bühne in einem großen, seitlich offenen Zelt untergebracht war.
Apocalyptica, Asian Dub Foundation, Beth Gibbons and Rustin’ Man, Blackmail, Brendan Benson, Coldplay, Console, Counting Crows, Danko Jones, Fu Manchu, Goldfrapp, Good Charlotte, Grandaddy, Guano Apes, GusGus, International Pony, Interpol, Kettcar, Live, Massive Attack, Millencolin, Moloko, Nada Surf, NOFX, Patrice, Pete Yorn, Radiohead, Röyksopp, Seeed, Sigur Rós with Amina, Skin, Slut, Starsailor, Supergrass, The Datsuns, The Hellacopters, The Mighty Mighty Bosstones, The Roots, The Sounds, Therapy?, Turbonegro, Underworld, Union Youth.

### 2004

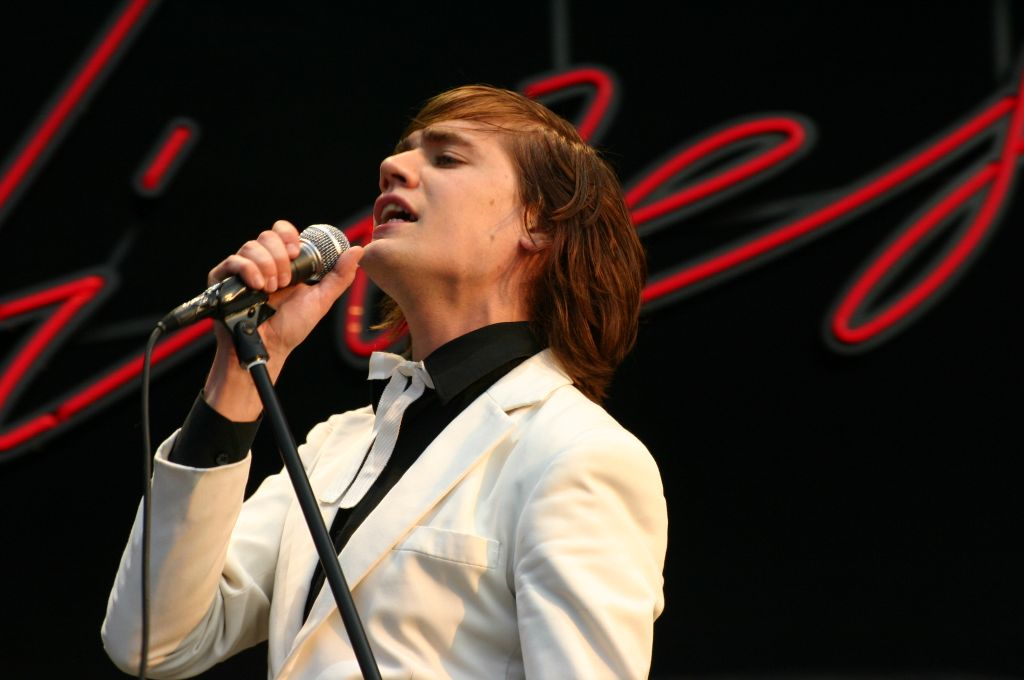
Sänger „Howlin'“ Pelle Almqvist (The Hives), 2004

Das Southside 2004 fand vom 25. bis 27. Juni statt und war mit ca. 40.000 Besuchern ausverkauft. David Bowie sollte als Headliner auftreten, musste seinen Auftritt aber wegen eines Herzinfarkts absagen.
Air, Amplifier, Anti-Flag, Ash, Backyard Babies, Beatsteaks, Beginner, Billy Talent, Black Rebel Motorcycle Club, Breed 77, Bright Eyes, Cypress Hill, Danko Jones, Die kleinen Götter, Die Fantastischen Vier, Die Happy, Dropkick Murphys, Fireball Ministry, Franz Ferdinand, Fünf Sterne deluxe, Gentleman & the Far East Band, Gluecifer, Graham Coxon, I Am Kloot, Ill Niño, Jupiter Jones, Life of Agony, Mando Diao, Mclusky, Mogwai, Monster Magnet, Pixies, PJ Harvey, Placebo, Sarah Bettens, Snow Patrol, Sportfreunde Stiller, The (International) Noise Conspiracy, The Bones, The Cure, The Hives, Tomte, Wilco, Within Temptation.

### 2005

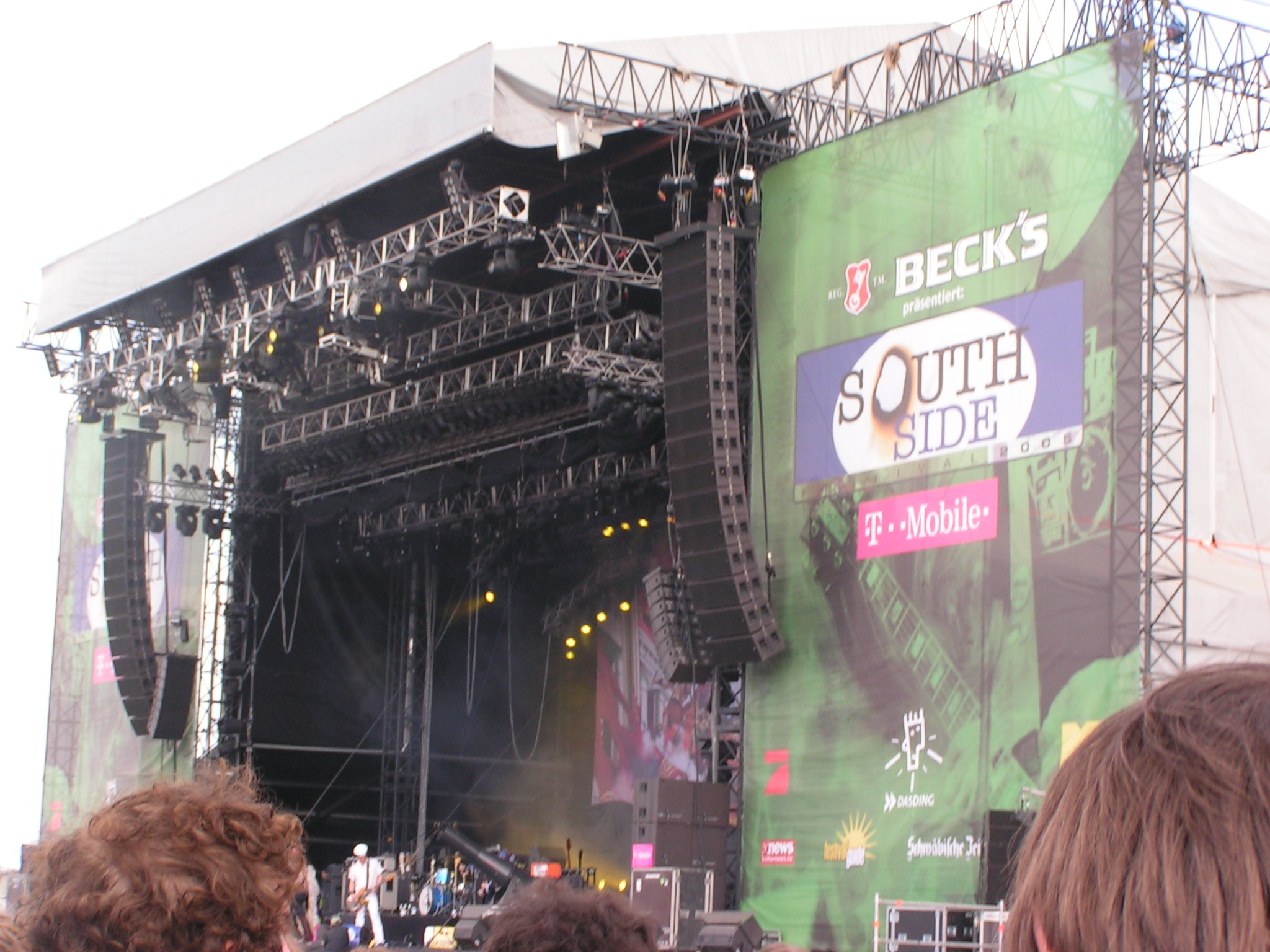
Green Stage während des Auftritts von Turbonegro, 2005

Das Southside 2005 fand vom 10. bis 12. Juni statt und war mit über 40.000 Zuschauern erneut ausverkauft.
2raumwohnung, Amplifier, … And You Will Know Us by the Trail of Dead, Athlete, Audioslave, Beatsteaks, Beck, Boysetsfire, Brendan Benson, Broken Social Scene, Die Ärzte, Dinosaur Jr., Dioramic, Dresden Dolls, Eagles of Death Metal, Fantômas, Feist, Flogging Molly, Idlewild, Ken, Kettcar, La Vela Puerca, Madrugada, Madsen, Mando Diao, Millencolin, Moneybrother, New Order, Nine Inch Nails, Oasis, Phoenix, Queens of the Stone Age, Rammstein, Sarah Bettens, Ska-P, Slut, System of a Down, Team Sleep, The Robocop Kraus, The Stands, Turbonegro, Underoath, Wir sind Helden.

### 2006
Das Southside 2006 fand vom 23. bis 25. Juni statt und war ausverkauft. 2006 gab es wieder eine dritte Bühne, auf der kleinere, vornehmlich unbekanntere Bands auftraten. Am Sonntag, dem 25. Juni wurde das Festival kurz nach dem Auftritt von Fettes Brot von einem heftigen Sturm heimgesucht, konnte nach zwei Stunden Unterbrechung jedoch gegen 21 Uhr mit dem Auftritt von Seeed fortgesetzt werden. Das Festival zählte über 40.000 Musikfans. Line-up:
Adam Green, Apocalyptica, Archive, Arctic Monkeys, Backyard Babies, Ben Harper & the Innocent Criminals, Ben*Jammin, Billy Talent, Blackmail, Boozed, Collective Soul, Death Cab for Cutie, dEUS, Donavon Frankenreiter, Duels, Eagles of Death Metal, Elbow, Element of Crime, Fettes Brot, Gods of Blitz, Gogol Bordello, Hard-Fi, Julia, Karamelo Santo, Klee, Lagwagon, Lazuright, Live, Mad Caddies, Mando Diao, Manu Chao Radio Bemba Sound System, Maxïmo Park, Muse, Nada Surf, Panteón Rococó, Photonensurfer, Pretty Girls Make Graves, Seeed, Serena Maneesh, She-Male Trouble, Shout Out Louds, Sigur Rós, Skin, The Answer, The Brian Jonestown Massacre, The Cardigans, The Cooper Temple Clause, The Feeling, Gossip, The Hives, The Kooks, The Raconteurs, The Sounds, The Strokes, The Weepies, Tomte, Two Gallants, Voltaire, Wallis Bird, Wir sind Helden, Within Temptation, Wolfmother, Zebrahead.

### 2007

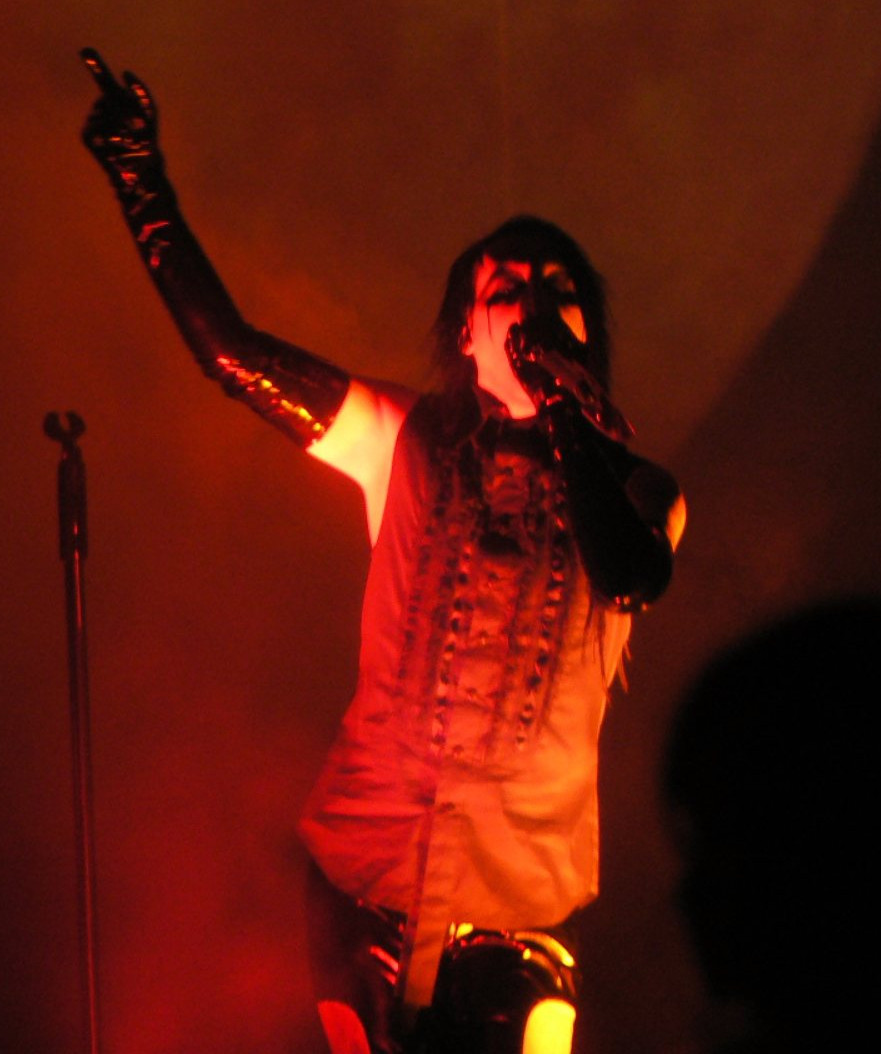
Marilyn Manson, 2007

Das Southside 2007 fand vom 22. bis 24. Juni statt. Die Kapazität wurde in diesem Jahr auf 45.000 Besucher erweitert. Vor Beginn des Festivals gab es am Donnerstag, dem 21. Juni 2007 schwere Unwetter, bei denen die Zeltbühne (Coca-Cola Soundwave Tent) durch einen Sturm stark beschädigt wurde. Ein 28-jähriger Mitarbeiter der Johanniter-Unfall-Hilfe, der in einem Rettungswagen vor dem Unwetter Schutz gesucht hatte, wurde durch ein herabstürzendes Metallrohr so schwer verletzt, dass er wenige Stunden später im Tuttlinger Klinikum verstarb. Ein weiterer Rettungsdienst-Mitarbeiter wurde lebensgefährlich verletzt, ein anderer schwer verletzt. Aufgrund der erheblichen Schäden mussten alle 17 Konzerte, die auf der Zeltbühne stattfinden sollten, abgesagt werden. Der Veranstalter FKP Scorpio Konzertproduktion GmbH erstattete aufgrund des tödlichen Unfalles Anzeige bei der Staatsanwaltschaft Rottweil gegen den Leiter einer Zollkontrolle. Ein Einsatzkommando der Singener „Finanzkontrolle Schwarzarbeit“ hatte an diesem Tag die Southside-Baustelle kontrolliert. Der Chefkontrolleur habe den Zeltmeister daran gehindert, vor dem drohenden Unwetter den Zeltaufbau zu sichern.
Arcade Fire, Art Brut, Beastie Boys, Bloc Party, Bright Eyes, Die Fantastischen Vier, Dropkick Murphys, Editors, Fotos, Frank Black, Howling Bells, Incubus, Interpol, Isis, Jet, Juliette and the Licks, Karpatenhund, Kings of Leon, La Vela Puerca, Less Than Jake, Manic Street Preachers, Marilyn Manson, Me First and the Gimme Gimmes, Modest Mouse, Mogwai, Mumm-Ra, Pearl Jam, Placebo, Porcupine Tree, Queens of the Stone Age, SchulzeMeierLehmann, Snow Patrol, Sonic Youth, State Radio, Sugarplum Fairy, The Blood Arm, The Bravery, The Films, The Rakes, The Sounds, Tokyo Police Club, Virginia Jetzt!

### 2008

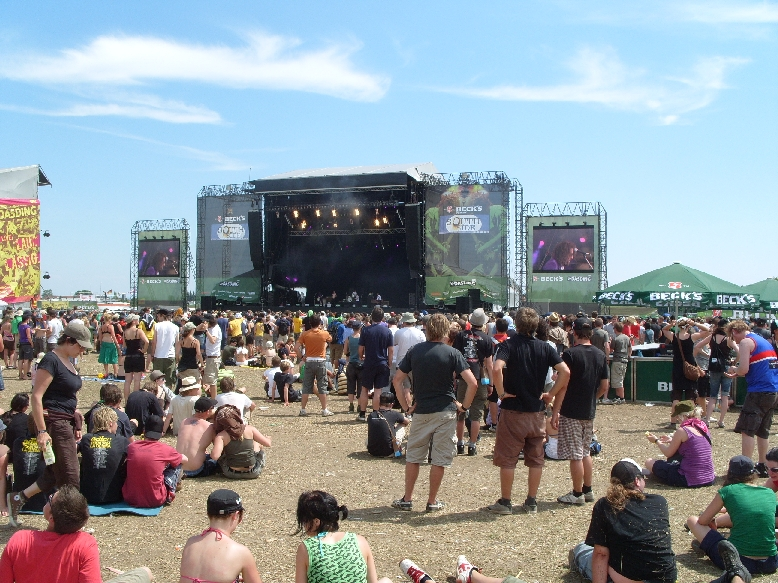
Southside Festival 2008

Im Jahr 2008 fand das Southside vom 20. bis 22. Juni statt. Mit rund 50.000 verkauften Karten war es ausverkauft und ein neuer Besucherrekord zu verzeichnen.
Apoptygma Berzerk, Bat for Lashes, Beatsteaks, Bell X1, Biffy Clyro, Billy Talent, Black Rebel Motorcycle Club, British Sea Power, Calexico, Deichkind, Die Mannequin, Digitalism, Does It Offend You, Yeah?, Donots, Elbow, Enter Shikari, Flogging Molly, Foals, Foo Fighters, Jan Delay & Disko No 1, Jason Mraz, Jennifer Rostock, Johnny Foreigner, Kaiser Chiefs, Kettcar, Madsen, Maxïmo Park, Millencolin, Monster Magnet, Nada Surf, NOFX, Oceansize, Operator Please, Panic! at the Disco, Panteón Rococó, Patrice, Paul Heaton, Radiohead, Razorlight, Rise Against, Rodrigo y Gabriela, Shantel & Bucovina Club Orkestar, Sigur Rós, Slut, Tegan and Sara, The (International) Noise Conspiracy, The Chemical Brothers, The Cribs, The Enemy, The Flyer, The Kooks, The Notwist, The Pigeon Detectives, The Subways, The Weakerthans, The Wombats, Tocotronic, Turbostaat, Wrongkong, Xavier Rudd.
Zudem wurden die Viertelfinal-Spiele der Fußball-Europameisterschaft 2008 auf einer Großleinwand übertragen.

### 2009
Im Jahr 2009 fand das Southside Festival vom 19. bis 21. Juni statt. Nachdem die Kapazität auf 55.000 Zuschauer erhöht worden war, war das Festival mit gut 50.000 Besuchern nicht ausverkauft. Headliner waren Die Ärzte, Kings of Leon und Faith No More. Weitere Bands waren
Anti-Flag, Auletta, Aviv Geffen, Ben Harper and Relentless7, Blood Red Shoes, Bosse, Brand New, Clueso, Culcha Candela, Datarock, Dendemann, Disturbed, Duffy, Eagles of Death Metal, Editors, Eskimo Joe, Fettes Brot, Fleet Foxes, Florence + the Machine, Frank Turner, Franz Ferdinand, Friendly Fires, Friska Viljor, Get Well Soon, Gogol Bordello, Johnossi, Joshua Radin, Just Jack, Karamelo Santo, Katy Perry, Keane, Kraftwerk, Less Than Jake, Lily Allen, Lovedrug, Luis & Laserpower, Lykke Li, Moby, Nick Cave and the Bad Seeds, Nine Inch Nails, Nneka, No Use for a Name, One Fine Day, Paolo Nutini, Pixies, Portugal. The Man, Silversun Pickups, Ska-P, Social Distortion, The Asteroids Galaxy Tour, The Dø, The Gaslight Anthem, The Horrors, The Living End, The Mars Volta, The Rakes, The Sounds, The Ting Tings, The Whip, The Wombats sowie Tomte.

### 2010
Das Southside Festival 2010, das vom 18. bis 20. Juni stattfand, war ausverkauft und wurde von 50.000 Menschen besucht, Laut Veranstalter hätten 100.000 Karten verkauft werden können – doppelt so viele Besucher, wie das Gelände fasst. Als Neuerung wurde erstmals eine vierte Bühne, die sogenannte „White Stage“, eingeführt. Das Zelt ergänzte die bisherige Hauptbühne („Green Stage“), Nebenbühne („Blue Stage“) und Zelt („Red Stage“) und wurde ab dem späten Nachmittag mit Electro bespielt. Das Line-up des neuen, zweiten Zeltes stand unter dem Motto „Electric Circus“. Headliner des Southside Festival 2010 waren Billy Talent, The Strokes, Massive Attack, Mando Diao, The Prodigy, Deichkind und Beatsteaks. Des Weiteren gehörten zum Line-up
Archive, Ash, Biffy Clyro, Bigelf, Bonaparte, Boys Noize, Bratze, Charlie Winston, Coheed and Cambria, Cosmo Jarvis, Danko Jones, Deftones, Dendemann, Does It Offend You, Yeah?, Donots, Dropkick Murphys, Element of Crime, Enter Shikari, Erol Alkan, Faithless, Florence + the Machine, FM Belfast, Frank Turner, Frittenbude, Horse the Band, Hot Water Music, Ignite, Jack Johnson, Jennifer Rostock, K’s Choice, Kashmir, Katzenjammer, La Roux, LaBrassBanda, LCD Soundsystem, Local Natives, Madsen, Marina and the Diamonds, Martina Topley-Bird, Moneybrother, Mr. Oizo, Paramore, Phoenix, Porcupine Tree, Revolverheld, Shout Out Louds, Skindred, Skunk Anansie, Stone Temple Pilots, Tegan and Sara, The Blackout, The Gaslight Anthem, The Get Up Kids, The Hold Steady, The Specials, The Temper Trap, The xx, Timid Tiger, Turbostaat, Two Door Cinema Club, Vampire Weekend, We Are Scientists, White Lies und Zebrahead.
Der Veranstalter ermöglichte mit einer Leinwand auf dem Campinggelände das Public Viewing der Fußball-Weltmeisterschaft 2010.

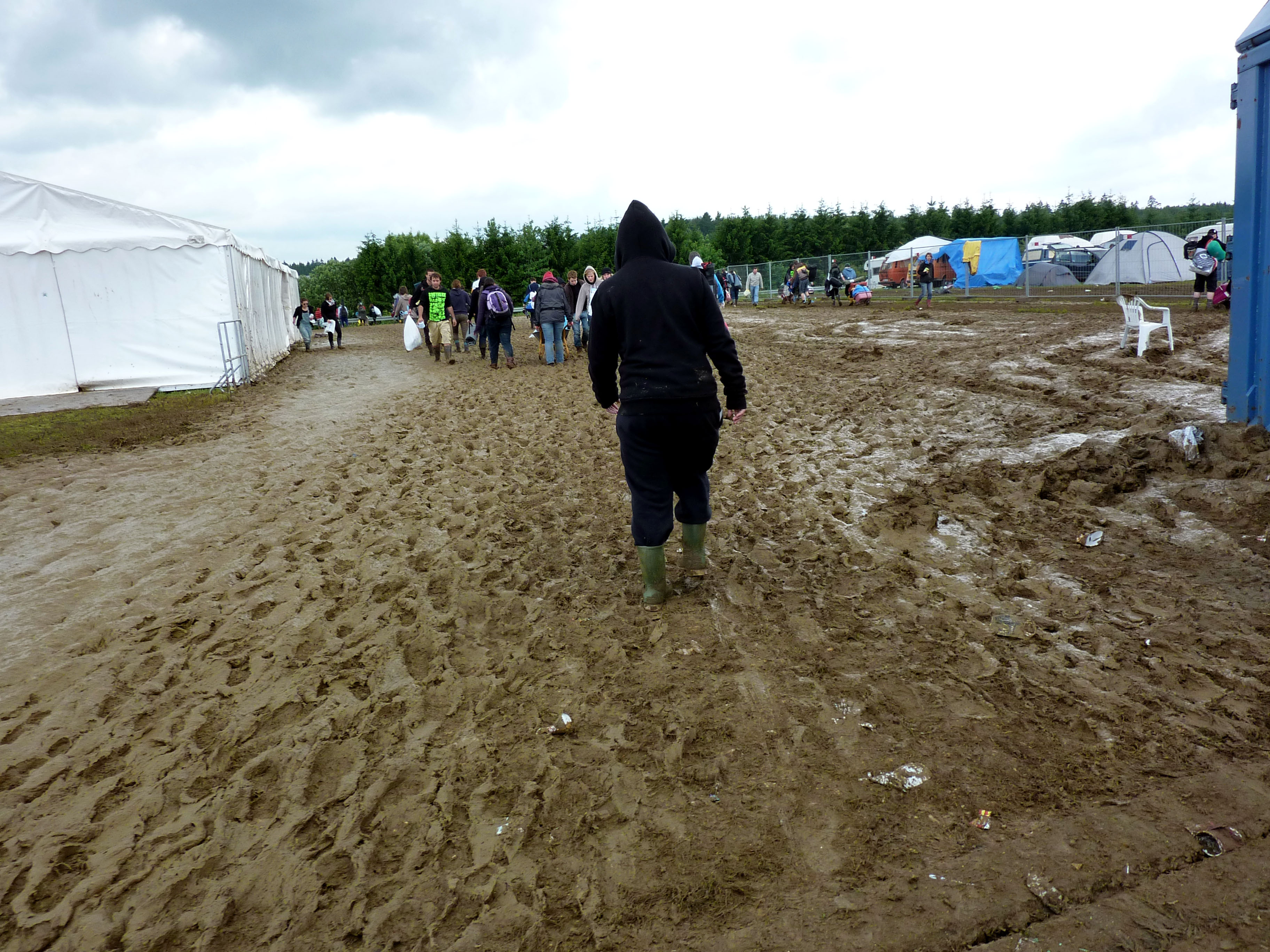
Eingangsbereich des Festivalgeländes 2010

Dauerregen verwandelte das Camping- und Festivalgelände in eine knöcheltiefe Schlammwüste. Ein in der Nacht vom 17. auf den 18. Juni auftretendes lokales Starkregenereignis (Niederschlagsmenge: 80 l/m²) erforderte ein Aufgebot von Arbeitskräften, Eisenplatten, über 500 m² Hackschnitzel und diverse Lkw-Auflieger Stroh sowie schweres technisches Gerät, um die beiden Eingänge zum Festivalgelände passierbar zu machen. Überdies setzte die Schafskälte mit Temperaturen unter der 10-Grad-Marke den Besuchern zu. Aus diesem Grund öffnete die Gemeinde die Homburghalle, und viele Einwohner stellten Privatunterkünfte und Duschmöglichkeiten zur Verfügung.
Insgesamt waren während des Festivals 1800 Mitarbeiter auf dem Gelände beschäftigt, darunter 420 Sanitäter und Ärzte, rund 400 Sicherheitskräfte und Ordner, sowie Bühnentechniker und sonstige Helfer.

### 2011
Neuhausen ob Eck war vom 17. bis 19. Juni 2011 zum zwölften Mal Schauplatz des Southside Festivals. Zwei Tage bevor das Line-up begann, war das Festival mit mehr als 50.000 Besuchern ausverkauft. Für das Festival wurden 81 Künstler verpflichtet:
All Time Low, An Horse, Arcade Fire, Arctic Monkeys, A-Trak, Band of Horses, Blood Red Shoes, boysetsfire, Bright Eyes, British Sea Power, Chase & Status, Clueso, Comeback Kid, Converge, Crookers, Crystal Fighters, Darwin Deez, Digitalism, Eels, Egotronic, Elbow, Evaline, Everything Everything, Flogging Molly, Foo Fighters, Friendly Fires, Frittenbude, Glasvegas, Gogol Bordello, Hercules and Love Affair, I Am Kloot, I Blame Coco, Incubus, Irie Révoltés, Jimmy Eat World, Jupiter Jones, Kaiser Chiefs, Kaizers Orchestra, Kasabian, Kashmir, Klaxons, Kvelertak, Letlive, Lykke Li, Miles Kane, Monster Magnet, My Chemical Romance, Parkway Drive, Portishead, Portugal. The Man, Pulled Apart by Horses, Selig, Sick of It All, Sick Puppies, Sublime With Rome, Suede, Sum 41, Tame Impala, The Asteroids Galaxy Tour, The Chemical Brothers, The Hives, The Kills, The Sounds, The Subways, The Vaccines, The Wombats, Trentemøller, Twin Atlantic, Two Door Cinema Club, Wakey!Wakey!, Warpaint, William Fitzsimmons, Yoav, You Me at Six und Young Rebel Set.
Auch 2011 gab es vier Bühnen – zwei Open-Air-Bühnen und zwei Zeltbühnen. Auf der vierten Bühne, der White Stage, die ausschließlich Electroact vorbehalten war, wurde den Zuschauern ein Zusatzprogramm aus Akrobatik und elektronischer Musik geboten. Neu waren Umweltschutzmaßnahmen, wie „Green Camping“, CO2-Reduzierung bei der Anreise und Vermeidung von Papiermüll.
Noch während des laufenden Southside Festivals 2011 gab der Veranstalter am 19. Juni bekannt, dass es trotz der Schlammprobleme 2010 und 2011 auch 2012 wieder ein Festival in Neuhausen ob Eck geben werde und das bei jedem Wetter. Hierzu wurde 2011 ein neuer Fünfjahresvertrag abgeschlossen.

### 2012
Schon weit im Vorfeld wurden zwei Headliner für das Festival 2012 bestätigt: blink-182, die ursprünglich 2011 hätten auftreten sollen, und Die Ärzte, die bereits 2002, 2005 und 2009 auftraten. Auf dem Gelände wurde wegen der Schlammprobleme wieder eine sechsstellige Summe in den Untergrund investiert, einige Rasenflächen sollten geschottert werden. Es spielten:
Die Ärzte, The Cure, Blink-182, Justice, Rise Against, The Stone Roses, Mumford & Sons, Sportfreunde Stiller, The Kooks, The xx, New Order, Noel Gallagher’s High Flying Birds, Wolfmother, LaBrassBanda, Casper, Katzenjammer, Kettcar, The Mars Volta, The Shins, Broilers, Florence + the Machine, Madsen, Garbage, Thees Uhlmann & Band, Eagles of Death Metal, Beirut, Bosse, The Temper Trap, Bonaparte, Boy, Kraftklub, Ed Sheeran, K.I.Z, Bat for Lashes, Jennifer Rostock, Frank Turner & The Sleeping Souls, Royal Republic, Pennywise, Lagwagon, M83, Hot Water Music, Mad Caddies, La Vela Puerca, Kakkmaddafakka, The Vaccines, Less Than Jake, Zebrahead, All Shall Perish, My Morning Jacket, The Dø, Adept, Selah Sue, The Bronx, La Dispute, Little Dragon, Disco Ensemble, Band Of Skulls, GusGus, Nneka, Bombay Bicycle Club, Die Antwoord, Spector, The Black Box Revelation, Young Guns, Other Lives, Twin Shadow, The Computers, Nerina Pallot, Switchfoot, Eastern Conference Champions, Kurt Vile & The Violators, All The Young, Hoffmaestro, Golden Kanine, Turbowolf, We Are Augustines, Willy Moon, Alt-J, The Floor Is Made Of Lava, All Mankind, Mutter, Casting Louis, Walter Subject
White Stage: Fritz Kalkbrenner, Steve Aoki, SebastiAn, Beardyman, Busy P, Bassnectar, Azari & III, Supershirt, Bratze, Dumme Jungs.

### 2013
Das Southside Festival 2013 fand vom 21. bis 23. Juni statt. Mit 60.000 Besuchern war das Festival ausverkauft. Es gab Auftritte von:
Rammstein, Billy Talent, Queens of the Stone Age, NOFX, Passenger, Frittenbude, Macklemore & Ryan Lewis, Triggerfinger, Kyteman Orchestra, Arctic Monkeys, Deichkind, Paul Kalkbrenner, Sigur Rós, Bloc Party, Ska-P, The Gaslight Anthem, The Hives, Of Monsters and Men, Belle and Sebastian (abgesagt), Marteria, Left Boy, City and Colour, Prinz Pi, Boysetsfire, Danko Jones, Callejon, Friska Viljor, Every Time I Die, The Devil Wears Prada, Turbostaat, The Bouncing Souls, C2C, Two Door Cinema Club und Average Engines.
White Stage: Parov Stelar Band Gesaffelstein live, Netsky live, Archive.

### 2014
Das Southside Festival 2014 fand vom 20. bis 22. Juni statt. Line-up:

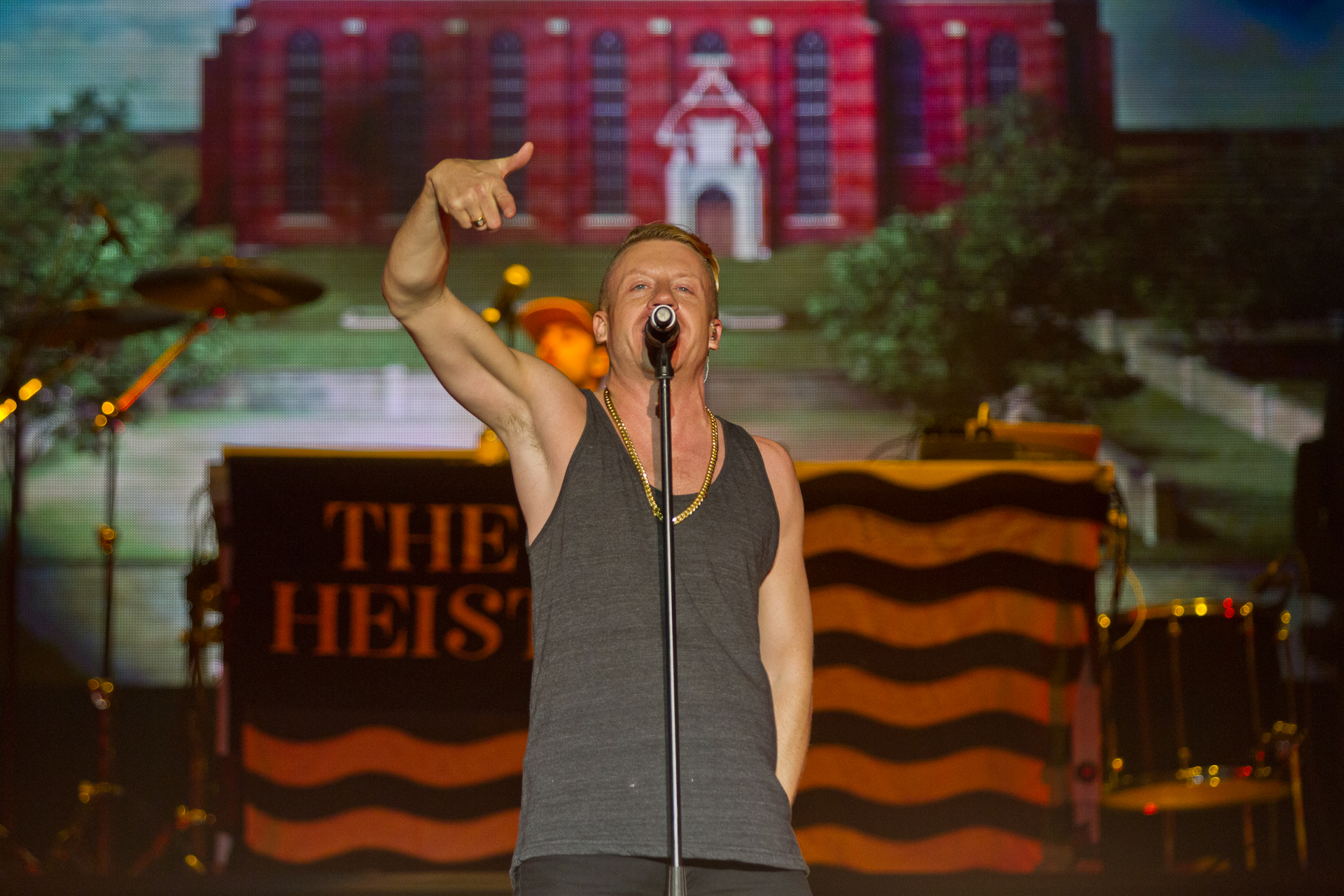
Macklemore, 2014

Arcade Fire, Volbeat, Macklemore & Ryan Lewis, Seeed, The Black Keys, Casper, Fettes Brot, Kraftklub, Dropkick Murphys, The Kooks, Interpol, Broilers, Franz Ferdinand, Ed Sheeran, Elbow, Pixies, Bastille, Lykke Li, James Blake, Belle and Sebastian, Lily Allen, The Wombats, Thees Uhlmann & Band, White Lies, Passenger, Tocotronic, Flogging Molly, Bad Religion, Bring Me the Horizon, Donots, Jennifer Rostock, Fünf Sterne deluxe, Tom Odell, Metronomy, The Subways, Bonaparte, Bombay Bicycle Club, Rodrigo y Gabriela, Bosse, Chvrches, The Sounds, Angus & Julia Stone, London Grammar, Family of the Year, Panteón Rococó, Chuck Ragan, Blood Red Shoes, Dispatch, You Me at Six, Poliça, Marcus Wiebusch, Selah Sue, Midlake, Zebrahead, Skindred, The Naked and Famous, The Asteroids Galaxy Tour, Dave Hause, The 1975, Young Rebel Set, The Dillinger Escape Plan, Augustines, George Ezra, Fucked Up, Feine Sahne Fischfilet, We Butter the Bread with Butter, Twin Atlantic, Blaudzun, We Invented Paris, Royal Blood, Balthazar, The Bots, Johnny Flynn & The Sussex Wit, Drenge, Abby, Apologies, I Have None, Circa Waves, Deaf Havana, I Heart Sharks, The Durango Riot, Samaris, Heisskalt, Marathonmann.
White Stage: Moderat, Baauer, Moonbootica, Crookers, Kavinsky, Marek Hemmann, Egotronic, Bilderbuch.

### 2015
Das Southside Festival fand vom 19. bis 21. Juni 2015 statt. Line-up (Stand: 1. Juni 2015):
Placebo, Florence + the Machine, Farin Urlaub Racing Team, Paul Kalkbrenner, Deadmau5, Marteria, Alt-J, Jan Delay & Disko No. 1, Cro, Madsen, The Gaslight Anthem, Katzenjammer, Milky Chance, LaBrassBanda, Noel Gallagher’s High Flying Birds, Parov Stelar Band, Of Monsters and Men, George Ezra, NOFX, Die Antwoord, Angus & Julia Stone, Death Cab for Cutie, Alligatoah, Frittenbude, Death from Above 1979, 257ers, Black Rebel Motorcycle Club, Irie Révoltés, Suicidal Tendencies, Future Islands, The Notwist, Counting Crows, SDP, The Cat Empire, Backyard Babies, Danko Jones, The Tallest Man on Earth, Kontra K, Olli Schulz, All Time Low, Band of Skulls, The Vaccines, Lagwagon, Millencolin, Jupiter Jones, Chet Faker, First Aid Kit, Sheppard, Kodaline, Casper, Antiheld, Montreal, AronChupa, Superheld, Oscar and the Wolf, Nothing but Thieves, Schmutzki, SomeKindaWonderful, We Are the Ocean, Big Sean, Archive, Burning Down Alaska, uvm.

### 2016
Das Southside Festival sollte vom 24. bis zum 26. Juni stattfinden. Es wurde wegen eines schweren Unwetters nach den ersten Bandauftritten am frühen Freitagabend unterbrochen und schließlich komplett abgebrochen, wodurch keiner der Headliner auftreten konnte. Von den gebuchten 88 Bands konnten nur 18 spielen, wobei die Konzerte von Tom Odell, Elliphant und Flogging Molly vorzeitig beendet wurden. 82 Menschen wurden leicht verletzt. Geplantes Line-up:
Rammstein, Mumford & Sons, The Prodigy, Deichkind, K.I.Z, Axwell Λ Ingrosso, The Offspring, AnnenMayKantereit, Dropkick Murphys, Bloc Party, James Bay, Fritz Kalkbrenner, Two Door Cinema Club, Trailerpark, The Hives, Flogging Molly, Editors, Frank Turner & The Sleeping Souls, Bosse, Jennifer Rostock, Wanda, Prinz Pi, Royal Republic, Genetikk, Boy, Die Orsons, The Wombats, Boysetsfire, The Subways, Pennywise, Tom Odell, Feine Sahne Fischfilet, Von Brücken, Haftbefehl, Maxïmo Park, Joris, Augustines, Blues Pills, Anti-Flag, Skindred, Gloria, Kvelertak, Eskimo Callboy, Courtney Barnett, Zebrahead, Poliça, Jack Garratt, Half Moon Run, Yeasayer, Turbostaat, Jamie Lawson, Emil Bulls, Walk Off the Earth, The Heavy, X Ambassadors, Oh Wonder, Elle King, Chakuza, Elliphant, Balthazar, Good Riddance, Zugezogen Maskulin, Bear’s Den, Schmutzki, Hiatus Kaiyote, Lance Butters, Ryan Bingham, Chefket, DMA’s, The Devil Makes Three, Rat Boy, The Stanfields, Highasakite, Børns, Blossoms, Ho99o9, Kelvin Jones, Erik Cohen, Barns Courtney, Vauu, Nazar, Jamaram, Kiko King & Creativemaze, Tired Lion, I Am Jerry, Van Holzen, Rebels of the Jukebox, Aberhallo

### 2017
Das Southside Festival fand vom 23. bis 25. Juni 2017 statt. Line-up:
Green Day, Linkin Park, Casper, Blink-182, Die Antwoord, Imagine Dragons, Axwell Λ Ingrosso, Fritz Kalkbrenner, Alt-J, Mando Diao, A Day to Remember, Royal Blood, Rancid, Clueso, Flogging Molly, Editors, SDP, Wolfmother, Halsey, Jennifer Rostock, Frank Turner & The Sleeping Souls, Jimmy Eat World, Gogol Bordello, Bilderbuch, Lorde, Milky Chance, Kontra K, Passenger, Boy, 257ers, Future Islands, Danko Jones, Maxïmo Park, Xavier Rudd, Die Orsons, Joris, Kakkmaddafakka, Nathaniel Rateliff & the Night Sweats, Haftbefehl, Callejon, SSIO, Antilopen Gang, Archive, Of Mice & Men, You Me at Six, Gloria, Frittenbude, OK Kid, Seasick Steve, Baroness, Irie Révoltés, Heisskalt, Me First and the Gimme Gimmes, Die Kassierer, Kodaline, Kensington, LP, Twin Atlantic, Dave Hause & The Mermaid, Fatoni, Neonschwarz, SXTN, Disco Ensemble, Montreal, Red Fang, The King Blues, Moose Blood, Nothing but Thieves, The Smith Street Band, Ho99o9, Skinny Lister, Highly Suspect, Counterfeit, JP Cooper, Erik Cohen, Alex Mofa Gang, Louis Berry, Tall Heights, The Dirty Nil, K. Flay, Stu Larsen, Amber Run, Leif Vollebekk, Pictures, Rebels of the Jukebox, Mikroschrei, Luke Noa & The Basement Beats, Tuesday Night Project, Boys Noize, Digitalism, Modestep, Alle Farben, RL Grime, Gestört aber geil, Rampue, Drunken Masters, Die Boys, Schlachthofbronx, Afrob, Smile and Burn, Ace Tee & Kwam E

### 2018
Das Southside Festival fand vom 22. bis 24. Juni 2018 statt. Line-up:
Adam Angst, Angus & Julia Stone, Arcade Fire, Arctic Monkeys, Basement, Beginner, Benjamin Clementine, Biffy Clyro, Billy Talent, Black Rebel Motorcycle Club, Blackout Problems, Bonaparte, Bonez MC & RAF Camora, Booka Shade, Boysetsfire, Brian Fallon & The Howling Weather, Brkn, Broilers, Chefket, Chvrches, Coasts, Creeper, Culture Abuse, Deap Vally, Dendemann, Dermot Kennedy, DMA'S, Donots, Drangsal, Egotronic, Emil Bulls, Eskei83, Feine Sahne Fischfilet, Fjørt, Frank Carter & The Rattlesnakes, Franz Ferdinand, Gang of Youths, Ganz, Gavin James, George Ezra, Haiyti, Heisskalt, Jain, James Bay, Jeremy Loops, Johnossi, Jungle, Juse Ju, Justice, Kmpfsprt, Kolari, Kraftklub, London Grammar, Madsen, Marmozets, Marteria, Martin Jensen, Massendefekt, Meute, MHD, Mighty Oaks, Mike Perry, MØ, Moonbootica, Neck Deep, NOFX, Pale Waves, Parcels, Pennywise, Portugal. The Man, Prinz Pi, Red City Radio, RIN, Romano, Samy Deluxe, Sascha Braemer, Schlaraffenlandung, Stick to Your Guns, Swiss & Die Anderen, SXTN, Talco, The Glorious Sons, The Hunna, The Kooks, The Offspring, The Prodigy, The Vaccines, Thrice, Tom Grennan, Tom Walker, Tommy Haug, Tonbandgerät, Touché Amoré, Trettmann, Two Door Cinema Club, Underøath, Valentino Khan, Wanda, X Ambassadors, Yonaka

### 2019
Das Southside Festival fand vom 21. bis 23. Juni 2019 statt. Line-up:
Alex Mofa Gang, Alice Merton, Alma, AnnenMayKantereit, Bausa, Bear’s Den, Betontod, Bilderbuch, Black Honey, Bloc Party, Blond, Bosse, Christine and the Queens, Cigarettes After Sex, Danger Dan, Descendents, Die Höchste Eisenbahn, Die Orsons, Die Toten Hosen, Dub FX, Enno Bunger, Enter Shikari, Faber, Flogging Molly, Flux Pavilion, Foo Fighters, Frank Turner & The Sleeping Souls, Fünf Sterne deluxe, Grossstadtgeflüster, Gurr, Idles, Interpol, Johnny Marr, La Dispute, Lauv, Leoniden, Lion, Macklemore, Me First and the Gimme Gimmes, Mischa, Moguai, Montreal, Muff Potter, Mumford & Sons, Neonschwarz, OK Kid, Papa Roach, Parkway Drive, Pascow, Pond, Rosborough, Royal Republic, Sam Fender, Schmutzki, Skinny Lister, Sofi Tukker, Sookee, Steiner & Madlaina, Steve Aoki, Swmrs, Syml, Tame Impala, Teesy, Ten Tonnes, The Cure, The Dirty Nil, The Gardener & the Tree, The Sherlocks, The Streets, The Wombats, Trettmann, Ufo361, Voltkid, White Denim, Wolfmother, You Me at Six, Yung Hurn, Zebrahead, 257ers

### 2020
Das Southside Festival hätte am Wochenende vom 19. bis 21. Juni 2020 stattfinden sollen, wurde aber aufgrund des Verbots von Großveranstaltungen wegen der COVID-19-Pandemie abgesagt. Das bekanntgegebene Line-up bestand aus:
Antilopen Gang, Aurora, BHZ, Bad Religion, Blond, Blues Pills, Bombay Bicycle Club, Bring Me the Horizon, Brutus, Deichkind, Dermot Kennedy, Ferdinand And Left Boy, Fil Bo Riva, Flash Forward, Foals, Fontaines D.C., Frittenbude, Georgia, Giant Rooks, Half Moon Run, Hot Milk, JC Stewart, Jimmy Eat World, Juju, Kelvyn Colt, Killswitch Engage, Kings of Leon, KitschKrieg, Kollektiv Turmstrasse, Kontra K, Kummer, LP, Lari Luke, Mando Diao, Martin Garrix, Mayday Parade, Millencolin, Mine, Miya Folick, Modeselektor Live, Neck Deep, Nothing but Thieves, Nura, Of Monsters and Men, Oh Wonder, PUP, RIN, Rise Against, SDP, Seeed, Skindred, Sofi Tukker, Sum 41, Swiss & die Andern, The 1975, The Dead South, The Hives, The Killers, The Lumineers, Thees Uhlmann & Band, Tones and I, Turbostaat, Twenty One Pilots, Von Wegen Lisbeth, While She Sleeps und Wolf Alice.

### 2021
Das Southside Festival 2021 war vom 18. bis 20. Juni geplant. Am 10. März 2021 sagte der Veranstalter FKP Scorpio das Festival erneut ab.

### 2022
Das Southside Festival 2022 fand vom 17. bis 19. Juni statt. Mit rund 65.000 Zuschauern gab es einen neuen Besucherrekord. Line-up:
Kings of Leon, Rise Against, Bring Me the Horizon, Kontra K, The Hives, Kummer, Thees Uhlmann, Royal Blood, Alice Merton, Tones and I, Swiss und die Andern, Left Boy, Nura, Frittenbude, Provinz, Blues Pills, Skindred, Mine, Schmyt, Tom Gregory, The Stickmen Project, Lari Luke, Blond, Flash Forward, The Lathums
Seeed, Martin Garrix, The Killers, SDP, Dermot Kennedy, Charli XCX, Giant Rooks, LP, Electric Callboy, While She Sleeps, Millencolin, Fontaines D. C., The Dead South, OK KID, Neck Deep, Megaloh, Kelvyn Colt, Inhaler, Wargasm, Goat Girl, Buntspecht, Hot Milk, Press Club, Avralize
Deichkind, Twenty One Pilots, K.I.Z, Von Wegen Lisbeth, Mando Diao, Idles, Jimmy Eat World, Foals, Juju, KitschKrieg, Antilopen Gang, Bad Religion, Nothing but Thieves, Fil Bo Riva, Oh Wonder, Turbostaat, JC Stewart, Half Moon Run, Aurora, Jeremias, Holly Humberstone, Kollektiv Turmstrasse, Reignwolf, Kat Frankie, Brutus

### 2023
Das Southside Festival 2023 fand vom 15. bis 18. Juni statt. Die Headliner waren Die Ärzte, Kraftklub, Muse, Billy Talent, Casper, Marteria, Peter Fox, Placebo und Queens of the Stone Age. Des Weiteren waren folgende Bands im Line-up:
01099, Akne Kid Joe, Alle Farben, Alli Neumann, Anti-Flag, Ashnikko, Badmómzjay, Beauty & The Beats, Beauty School Dropout, Betontod, Betterov, BHZ, Bosse, Bukahara, Chvrches, Cloudy June, Clueso, Daði Freyr, Deaf Havana, DMA’s, Domiziana, Donots, Drunken Masters, Dylan, Edwin Rosen, Enter Shikari, Fjørt, Fortella, Frank Turner & the sleeping souls, Frittenbude, Funeral for a Friend, Gayle, James Bay, Kaffkiez, Kaleo, Kelsy Karter & the heroines, Kid Kapichi, Lilly Palmer, Lionheart, Lola Marsh, Loyle Carner, Madsen, Majan, Mezerg, My Ugly Clementine, Nina Chuba, Ostblockschlampen, Palaye Royale, Pascow, Picture This, Power Plush, Provinz, Razz, Rikas, RIN, Schmutzki, Sleaford Mods, Sondaschule, Tash Sultana, Taylor Acorn, The 1975, The Amazons, The Interrupters, The Lumineers, The Pale White, Trettmann, Two Door Cinema Club, Wanda, Will Linley, Zebrahead.

### 2024

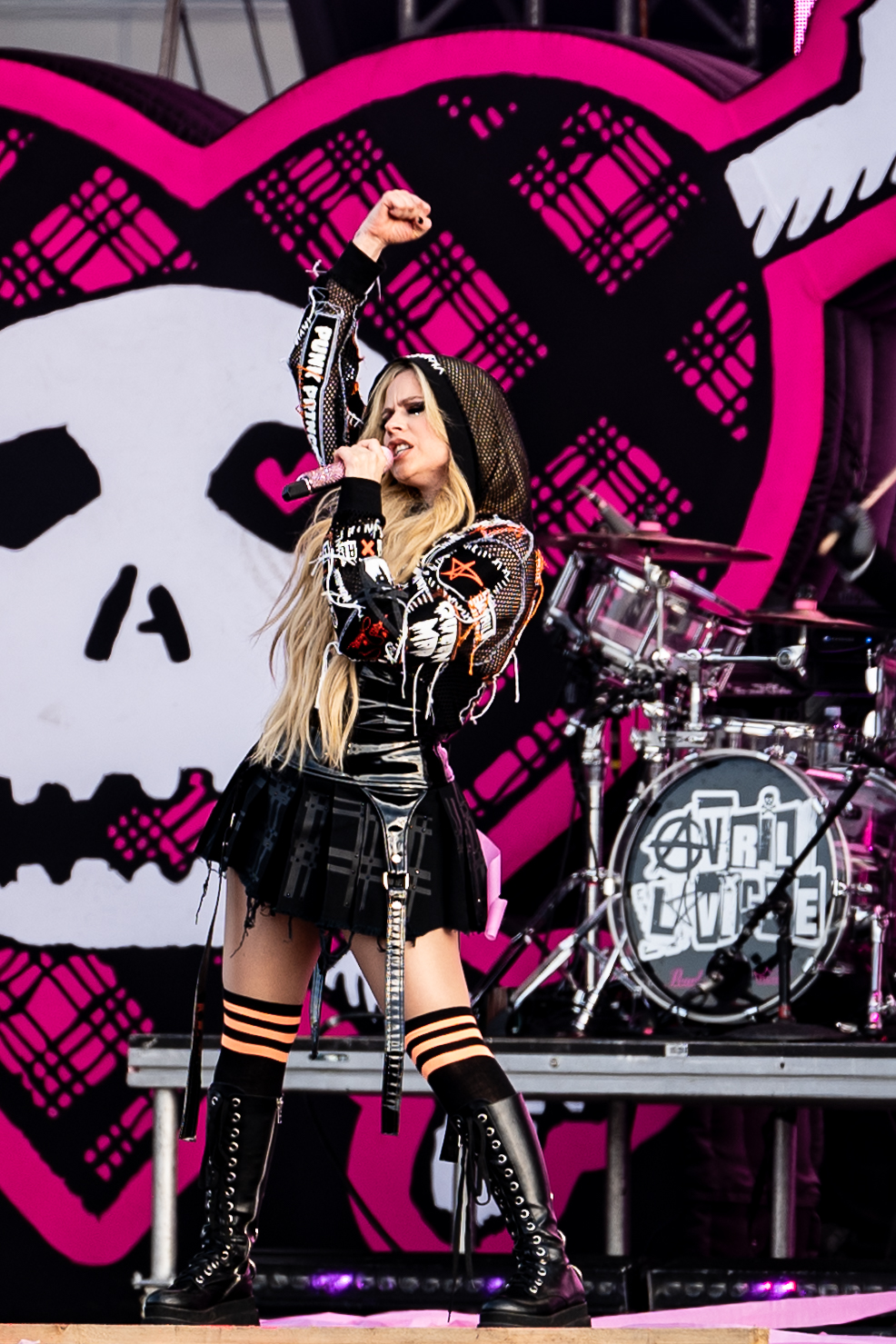
Avril Lavigne auf dem Southside Festival 2024

Das Southside Festival 2024 fand vom 21. bis 23. Juni statt und war mit 65.000 Besuchern ausverkauft. Als Headliner waren Avril Lavigne, Bring Me the Horizon, Ed Sheeran, Giant Rooks, K.I.Z, Kontra K, Sido, The National und The Offspring angekündigt. Des Weiteren waren Bands im Line-up: 
100 Kilo Herz, 102 Boyz, Aaron, Adam Angst, Alice Merton, Ayliva, Becky Hill, Bess Atwell, Booka Shade, Bombay Bicycle Club, Boston Manor, Bruckner, Brutalismus 3000, Buntspecht, Bury Tomorrow, Cari Cari, Danko Jones, Deichkind, Deine Cousine, Dilla, Editors, Ennio, Fast Boy, Fatoni, Feine Sahne Fischfilet, Flore, Fontaines D.C., Frank Carter & The Rattlesnakes, Glockenbach, Grossstadtgeflüster, High Vis, IDKHOW, Idles, Jules, Jungle, Karpe, Kneipenchor „Mädelsabend“, Lari Luke, Leoniden, Maeckes, Makko, Malastaire, Marathonmann, Marsimoto, Me First and the Gimme Gimmes, Noga Erez, Ottolien, Pashanim, Paula Carolina, Paula Hartmann, Querbeat, Revol, Ritter Lean, Roy Bianco & Die Abbrunzati Boys, Ruby Waters, Sea Girls, Silverstein, Simple Plan, Ski Aggu, Sprints, Stella Bossi, Stone, Sum 41, Team Scheisse, The Gaslight Anthem, The Hives, The Kooks, The Lathums, The Last Dinner Party, The Mysterines, The Reytons, The Subways, Tom Odell, Turnstile, $oho Bani.

### 2025
Das Southside Festival 2025 fand vom 20. bis 22. Juni vor 56.000 Besuchern statt. Headliner waren Green Day, AnnenMayKantereit und The Prodigy. Ferner standen folgende Bands im Line-up: 
01099, 070 Shake, 102 Boyz, Alligatoah, Amyl and the Sniffers, AnnenMayKantereit, Antilopen Gang, Apache 207, Apashe, Bad Nerves, Bennett, Berq, Bibiza, Biffy Clyro, Big Special, Bilk, Blackout Problems, Blond, Circa Waves, Creeds, Dayseeker, Deftones, Djo, Dotan, Electric Callboy, Freddie Dredd, Friedberg, Freude, Girl in Red, Green Day, Heisskalt, Hot Milk, Hot Water Music, Ikkimel, Irie Révoltés, Itchy, Jan Böhmermann & das Rundfunk-Tanzorchester Ehrenfeld, Jeremias, Jimmy Eat World, Kadavar, Kafvka, Kalte Liebe x Caiva, Kate Nash, Kneecap, Lagwagon, Landmvrks, Love'n'Joy, Lucy Dacus, Marlo Grosshardt, Mehnersmoos, Mothica, Motionless in White, Nina Chuba, Nova Twins, Ok.danke.tschüss, Parcels, Paris Paloma, Pretty Pink, Querbeat, Rise Against, Royal Republic, Sam Fender, Sawyer Hill, SDP, Slowdive, Souly, Steiner & Madlaina, Swiss und die Andern, The Backseat Lovers, The Kiffness, The Murder Capital, The Prodigy, The Wombats, Thrice, Tiefbasskommando, Tom Odell, Turbostaat, Vicky, Von Wegen Lisbeth, Wet Leg, Yellowcard, Zartmann, Zeal & Ardor.

### 2026
Das Southside Festival 2026 findet vom 19. bis 21. Juni statt. Lt. Angaben des Veranstalters wurden am Tag des Vorverkaufsstarts 20.000 Tickets verkauft. Der Vertrag mit dem take-off GewerbePark wurde um weitere fünf Jahre verlängert.  